# Adena (kultura)
Adena (kultura), stara indijanska kultura sa središtem u središnjem i južnom Ohaju, te u susjednim predjelima Zapadne Virginije, Kentuckyja i Indiane.
Narod kulture Adena preživljavao je od lova, ribolova i sakupljanja divljeg jestivog bilja. Javilja see u prvom tisućljeću prije Krista, po nekima negdje između 500. i 100 prije Krista. Ono što se zna o njima temelji se na nalazima pronađenim po moundima (humcima). Na području koje je naseljavao narod kulture Adena bilo je bakra i tinjca (liskun) čime su oni po svoj prilici i trgovali. Najjljepši primjerci prapovijesne indijanske umjetnosti Sjeverne Amerike su njihove lule izrađene od siltita.
Adene su uz lov, ribolov i sakupljanje ostatak prinosa nadopunjavali sadnjom tipičnih indijanskih kultura u vrtovima pokraj svojih malenih sela. Jela su zacijelo kuhali u velikim zemljanim loncima debelih stijenki kakove su pronađene u okruzima Clinton i Pickaway. U nekim dijelovima Ohaja i Kentuckyja žene su dekorirale lončariju, a za razliku od nekih drugih kultura, lončarija nije zakapana u humak s pokojnikom.
Od raznih predmeta pronađenih u humcima, najveći je Serpent Mound, su kamene motike i strugači, kremene oštrice i šiljci za koplja i strijele. U humcima su pronađene i školjke, koje isu im služile u dekorativne svrhe, ali i kao žlice. Iz rogova i kostiju izrađivali su češljeve, perle i drugo